# Synagogue de Memmingen (1909-1938)

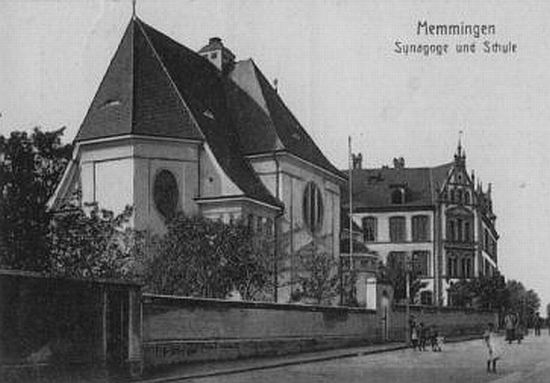
La synagogue de Memmingen

La synagogue de Memmingen a été construite en 1909 et comme la majorité des synagogues en Allemagne, elle sera détruite par les nazis en 1938.
Memmingen est une ville de l'État libre de Bavière, dans le district de Souabe. Située sur les rives de la rivière Iller, à 55 km au sud d'Ulm et à 115 km à l'est de Munich, elle compte actuellement environ 41 000 habitants.

## Histoire de la communauté juive

### La communauté juive au Moyen Âge
Une communauté juive existe à Memmingen au Moyen Âge, et sans doute avant le XIIIe siècle. La première mention de cette présence date de 1310, dans un document d'Augsbourg qui donne le nom du prêteur sur gage, Michael de Memmingen. En 1344, un autre document fait état d'un litige concernant le cimetière juif de Memmingen.
En novembre 1348, lors de l'épidémie de peste noire, tous les Juifs de la ville sont envoyés au bûcher. Le 20 juin 1349, Charles IV pardonne les habitants de la ville de la mort des Juifs et du vol de leurs biens. En 1373, de nouveau des Juifs s'installent en ville, sous la protection pendant six ans de l'empereur. En 1429, deux Juifs de Memmingen paient la caution pour libérer six Juifs prisonniers à Ravensbourg. C'est le dernier document concernant la présence de Juifs à Memmingen au XVe siècle. On ignore tout de leur expulsion.
Plusieurs documents confirment la présence au XVIe siècle de Juifs dans les villages autour de Memmingen, comme pour Osterberg en 1524-1574, Grönenbach en 1529 et 1556, Thannhausen, Amendingen en 1529 et 1580, Schwaighausen en 1530 et 1564, Heimertingen en 1550 et 1574 et Angelberg en 1538 et 1586.

### AuxXIXeetXXesièclesjusqu'à l'avènement dunazisme
Ce n'est qu'au XIXe siècle, que les Juifs peuvent de nouveau s'installer en ville. À partir de 1862, on constate un afflux de Juifs en provenance des communautés rurales de Haute-Souabe, surtout de Fellheim et d'Osterberg. Une nouvelle communauté est fondée en 1875. Dans les décennies suivantes, la population juive apporte une contribution importante au développement économique de la ville. Ils fondent à Memmingen et autour, plusieurs usines ou ateliers pour la fabrication de tricots, d'acier et de fromage, ainsi que des magasins de textile et de chaussures. Le commerce des chevaux et des bovins est presque exclusivement entre les mains des Juifs.
Le nombre maximum de Juifs est atteint en 1895 avec 231 personnes. En 1910, il reste encore 178 habitants juifs, et en 1925, 170 soit 3% de la population totale d'environ 13 700 habitants.
La communauté possède une synagogue, un Mikvé (bain rituel), une école juive et un cimetière. Pour les offices, elle emploie un enseignant qui occupe aussi le poste de Hazzan (chantre) et de shohet (abatteur rituel). La communauté juive dépend du rabbinat de district d'Augsbourg. Elle a la charge des habitants juifs de Fellheim (après dissolution de la communauté locale), de Mindelheim et de Bad Wörishofen. Plusieurs associations caritatives sont créées pour secourir leurs coreligionnaires dans la misère: le Israelitischer Frauenverein (Association des femmes israélites), fondée en 1875, le Israelitischer Männerverein, Chevra Kadischa (Association des hommes israélites, société du dernier devoir), fondée en 1911, et la  Unterstützungskasse für durchreisende jüdische Arme (Fonds de soutien pour les voyageurs juifs pauvres). L'ensemble regroupé dans une Israelitische Wohltätigkeitsstiftung (Fondation caritative israélite).   
Lors de la Première Guerre mondiale, la communauté perd un de ses membres tué au front. 
En 1921, se déroule à Memmingen une manifestation antisémite connue sous le nom de Käsepogrom (pogrom du fromage). Wilhelm Rosenbaum (né en 1875 à Memmingen), un citoyen juif de Memmingen, marchand de fromage, est accusé par la foule entraînée par le Dr Sizius de pratiquer des prix excessifs pour ses produits. La foule déchainée s'en prend aussi aux autres entreprises juives qui demandent alors la protection de la police. Le Dr Sizius, dénommé le médecin nationaliste et onze autres accusés sont jugés le 16 septembre 1921 par le tribunal de district de Memmingen pour violation de la paix publique. Sizius et un de ses complices sont condamnés à un mois de prison, et tous les autres accusés sont acquittés. Rosenbaum arrêté en 1933, réussit à s'enfuir en Hollande puis en Belgique, avant d'émigrer en Palestine en 1938.
En 1927, la communauté juive de Memmingen s'élargit en incorporant les Juifs des communes voisines de Mindelheim, Ottobeuren et Türkheim.  
En 1925, le conseil de la communauté juive est composé de Karl Gerstle, Benno Rosenbaum, Moritz Bacharach, David Heilbronner, Oskar Neumann, Bernhard Seligmann et David Sommer. Ahron Rosenblatt a été embauché comme enseignant, hazzan et shohet. Il enseigne la religion à 20 enfants. En 1932, le président de la communauté est  Benno Rosenbaum. L'enseignant, hazzan et shohet est Emil Liffgens, qui a remplacé Rosenblatt décédé en 1930. En 1932-1933, le nombre d'élèves suivant des cours de religion atteint 27.

### La période nazie
À l'arrivée au pouvoir des nazis, en 1933, 161 Juifs vivent encore à Memmingen. Immédiatement les conditions de vie de la population juive changent. Le boycott économique y est effectué de façon particulièrement sévère. En 1936, les marchands de bestiaux juifs, se voient interdire l'accès à l'abattoir municipal. À la suite du boycott, de nombreuses familles juives s'appauvrissent très rapidement et sont contraintes de brader leur maison et leur entreprise. À partir de 1933 et jusqu'au début des déportations, de nombreux habitants juifs quittent Memmingen: 37 vont s'installer dans d'autres villes allemandes tandis que 67 partent à l'étranger.
Lors de la nuit de Cristal, en novembre 1938, la synagogue est détruite et 23 maisons appartenant à des Juifs sont saccagées. Une partie des hommes sont envoyés au camp de concentration de Dachau.
Au début de l'été 1940, les 60 Juifs restant sont obligés de s'installer dans cinq Judenhaüser (maisons des Juifs). En 1941, les derniers 40 habitants juifs sont regroupés dans deux appartements à l'intérieur d'une seule maison. Du 30 janvier au 13 mars 1942, la communauté est liquidée: 22 Juifs sont déportés le 3 avril au ghetto de Piaski en Pologne après avoir été détenus au camp de  Milbertshofen près de Munich et au moins 12 autres sont envoyés au camp de concentration de Theresienstadt.
Le mémorial de Yad Vashem de Jérusalem et le Gedenkbuch - Opfer der Verfolgung der Juden unter der nationalsozialistischen Gewaltherrschaft in Deutschland 1933-1945 (Livre commémoratif – Victimes des persécutions des Juifs sous la dictature nazie en Allemagne 1933-1945) répertorient 88 habitants nés, ou ayant vécu longtemps à Memmingen parmi les victimes juives du nazisme.
Après la fin de la Seconde Guerre mondiale, seuls quatre Juifs originaires de la ville ainsi que 125 Juifs réfugiés s'installent pendant quelques années à Memmingen ou aux alentours. 

## Histoire de la synagogue

### Au Moyen Âge
Les Juifs au Moyen Âge vivent dans la Judengasse (ruelle aux Juifs), aujourd'hui la Gerbergasse. En 1407 un Juif habite la maison située aujourd'hui au 16 Kramergasse. Il est très probable que les Juifs possèdent alors une maison de prière et un cimetière, mais aucune source ne permet de le confirmer sauf une mention indirecte d'un cimetière juif en 1344. 

### La synagogue (1909-1938)
Au XIXe siècle, les Juifs célèbrent leurs offices religieux dans des locaux loués, mais dès le début du XXe siècle, ils envisagent de construire leur propre synagogue. Malgré quelques difficultés, la communauté juive réussit à acquérir un terrain situé à l'extrémité ouest de l'ancienne muraille de la ville, dans un parc en face de l'école de garçons, au lieu-dit Schweizerberg, anciennement la Kaiserpromenade. Une église catholique se trouve à proximité.
La synagogue est construite en 1908-1909 selon les plans du célèbre architecte de Francfort d'origine juive, Max Seckbach (de) (1866-1922), qui  avait déjà en 1905 restauré la synagogue de Bad Homburg et construit en 1906 celle de Weinheim. Il a reçu comme instruction que « la forme extérieure du bâtiment s'intègre autant que possible dans l'environnement » et que « le style soit local ». La synagogue est donc dans sa forme d'inspiration baroque, mais avec de nombreux éléments très modernes comme l'extension semi-circulaire pour l'escalier sur le côté ouest. Les plans de Seckbach sont approuvés par la direction des cultes et par les magistrats de la ville.

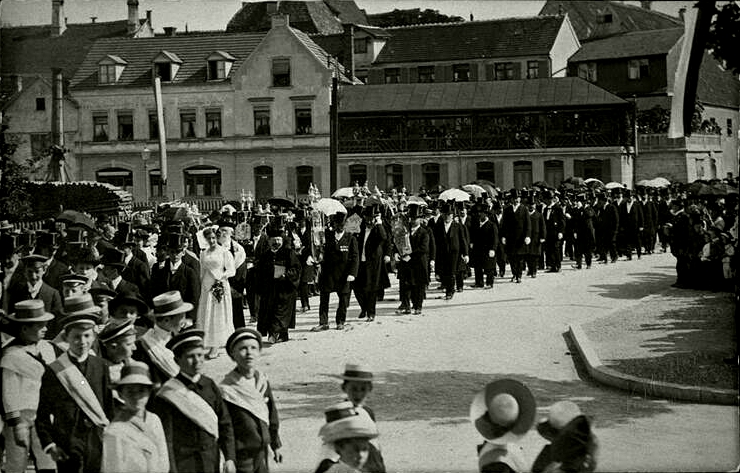
Le défilé lors de l'inauguration de la synagogue en 1909

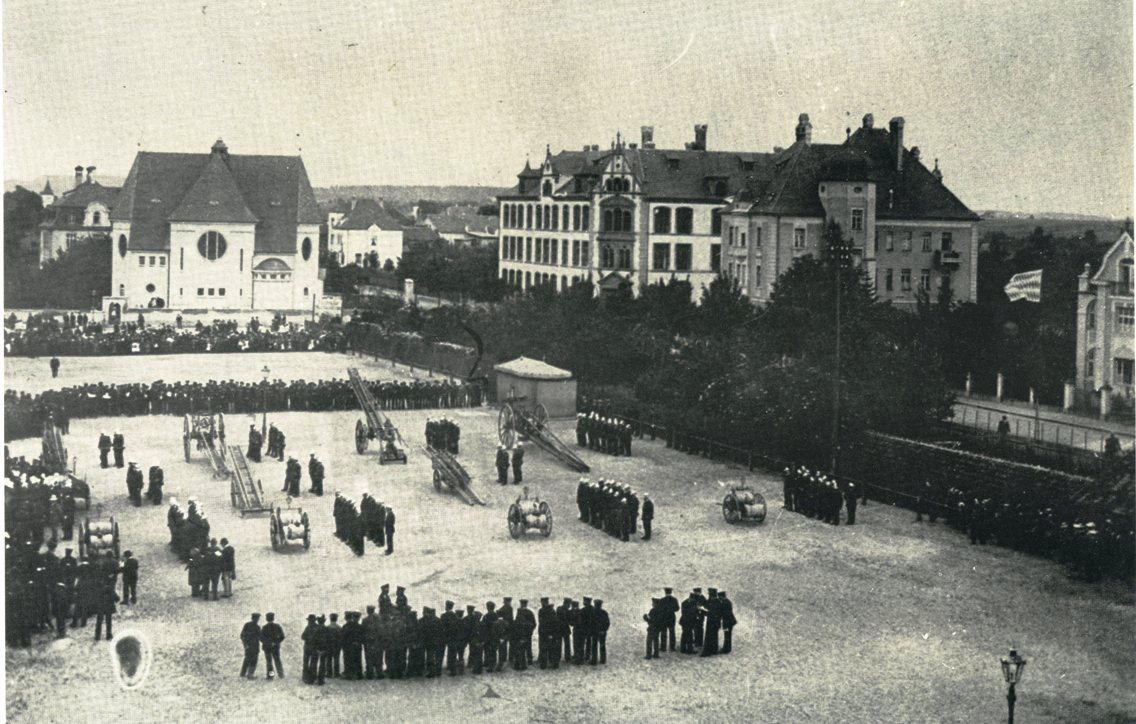
La Westertorplatz devant la synagogue, sert de terrain de manœuvre pour les pompiers

La pose de la première pierre a lieu le 2 novembre 1908 en présence du rabbin d'Augsbourg, du bourgmestre de Memmingen  Hofrat Scherer, du député Hofstätter, des représentants des différents collèges et d'un public nombreux. Le rabbin de district Dr Cohn d'Ichenhausen, prononce un sermon auquel répond le bourgmestre en transmettant les félicitations de l'administration municipale.
La synagogue est inaugurée par une grande fête le 8 septembre 1909. Elle compte 200 places et possède un emplacement prévu pour un orgue.
La synagogue va être le centre cultuel et culturel de la vie juive de Memmingen pendant moins de trente ans.

### Destruction de la synagogue
Lors de la nuit de Cristal, du 9 au 10 novembre 1938, le Kreisleiter (chef d'arrondissement) du parti nazi de Memmingen, Schwarz, reçoit l'ordre d'Augsbourg d'arrêter tous les Juifs de la ville, d'incendier la synagogue et de se saisir des archives de la communauté juive. Un télégramme identique est aussi envoyé à l'Obersturmbannführer SS, Hanusch.
La police de Memmingen reçoit vers 1h20 du matin un télégramme de Munich signé par le chef de la Sicherheitspolizei (police de sûreté) et du Sicherheitsdienst (service de la sécurité), le général de la police Reinhard Heydrich, lui intimant l'ordre de ne pas intervenir contre les manifestants. À 15heures, Glogger, chef adjoint de la police de Memmingen informe le maire Berndl de la teneur du télégramme.
Après en avoir sorti les bancs et les chandeliers et emporté les livres de prière et autres objets liturgiques de valeur, la synagogue est dynamitée sous la direction du Kreisleiter. La démolition est réalisée sous la supervision du Deutsche Arbeitsfront (DAF - Front allemand du travail). Les entreprises de bâtiment Hebel, Unglehrt et Kutter ainsi que les entreprises de menuiserie Mayer et Welte sont consultées, mais seule la société Welte refuse la commande. Le premier jour, la démolition dure de 16 heures jusqu'à 22h. De nombreux habitants, y compris des écoliers avec leurs professeurs, participent à la démolition du bâtiment. Certains démolisseurs s'emparent des rouleaux de Torah qu'ils trouvent dans la synagogue. La démolition va durer une semaine. La communauté juive doit payer les frais de démolition qui se montent à 12 000 reichsmarks.

### L'aménagement du mémorial après la guerre
Après 1945, un bâtiment d'un niveau, servant d'annexe administratif de la compagnie d'électricité Lechwerke (LEW), est construit sur le terrain de la synagogue. Une plaque commémorative y est apposée. Entre 2008 et 2010 une réflexion est menée sur le réaménagement du terrain qui va diviser une partie de la population de Memmingen. 
« La ville est censée acheter le bâtiment de LEW et le démolir. Günther Bayer, conservateur du patrimoine adjoint, pousse pour la création d'un bosquet de la mémoire. L'ancien bâtiment administratif de LEW à Memmingen est resté vide depuis plus d'un an…
Selon Bayer, un bel espace vert pourrai être créé à la place de l'immeuble de LEW, où un mémorial en pierre pour la synagogue démolie en 1938, plus digne et plus impressionnant serait mis en valeur dans un coin du terrain
"Bonne idée"; "L'idée en elle-même est bonne" dit madame le maire Claudia Knoll… Werner Haring, président du groupe SPD au conseil municipal: "…:Charmante proposition à laquelle on doit penser"… "Il faut bien sûr aussi avoir la viabilité financière de l'ensemble à l'esprit" a déclaré Keith Haring. Même Stefan Gutermann, le chef du parti CSU considère la proposition de Bayer comme "une idée intéressante". »
Malgré cet accord de façade, le terrain ne va pas être acheté par la ville :
«  Il y a maintenant un acheteur privé pour l'ancien bâtiment administratif de Lech Werke AG (ASE) à Memmingen. Cela a été confirmé à la demande de notre journal par le porte-parole de la société Ingo Butters. Toutefois, les négociations ne sont pas encore finalisées et par conséquent, il ne peut pas nous communiquer tous les noms ni aucun détail sur l'utilisation future. Une chose est certaine, cependant, c'est que la ville de Memmingen ne va pas acheter... "Nous nous sommes approchés de la ville et avons parlé de la vente", explique Butters, "mais les discussions n'ont pas donné de résultats concrets". »
Le bâtiment est vendu à un groupe d'investisseurs de Memmingen qui désire le transformer en auberge/brasserie, ce qui émeut la population. Le Memminger Zeitung du 14 mai 2010 titre: « Kein Prosit, wo Synagoge stand » (On ne trinque pas, où se trouvait la synagogue). Le conservateur adjoint du patrimoine Günther Bayer, ainsi que les conseillers municipaux Stefan Gutermann (CSU) et le Dr Hans-Martin Steiger (SPD) soulèvent alors des considérations éthiques et morales.
Le dossier n'est pas clos, et en septembre 2010, la conseillère municipale des verts, propose que la ville reconstruise une synagogue sur le site:
«  Par exemple, Corinna Steiger des Verts en appelle à « reconstruire la synagogue! ».  Steiger souligne dans un communiqué de presse que la synagogue faisait autrefois partie intégrante de Memmingen « jusqu'à ce qu'elle soit profanée et détruite par les nazis en 1938 »… « Au fond, a déclaré Steiger, nous devons au moins comme réparation, reconstruire la synagogue sur son ancien emplacement. En plus, la maison de culte juif était autrefois un joyau urbain à l'entrée de la vieille ville et était caractéristique de la diversité religieuse à Memmingen » »
Malgré la contestation, le conseil municipal donne en octobre 2010 son accord pour la construction d'une brasserie sur le site, par 28 voix pour et 7 contre. Seule concession, la ville envisage d'agrandir la zone autour du mémorial à 180 mètres carrés et de faire construire un mur autour pour la séparer du futur Biergarten (brasserie en plein air).